# Нава (язичництво)
Нава, Нав, Наво (рос. Навь) — на думку неоязичників, так званий «підземний світ», місце, куди людина потрапляє після смерті, і звідки повертається у Яв після переродження.

## Етимологія
Стародавнє значення рос. навь (згідно з Тлумачним словником Даля) — «мрець». Даль згадує ще варіанти навей, навье, а також навий день («день поминання мертвих на поминальному тижні» — понеділок на півдні Росії чи вівторок у середній смузі). Український лексикограф Є. І. Желихівський тлумачить схожі українські слова нав і нава як «домовина», «труна», а також наводить слово навк у значенні «мрець». Відома також інша назва Великого Четверга — «Навський Великдень». Схожі слова існують в інших слов'янських мовах: д.-рус. навь, навъ, навие («мрець»), болг. і мак. нави («злі духи, що мучать породіллю»), ст.-чеськ. nav, nava, náva («потойбіччя»), староцерк.-слов. навь («мрець»). З того ж кореня походить й українське «навка» («нявка», «мавка»).
Праслов'янське *navь (також дієслово *nyti) зіставляють з лит. nave і прусськ. nowis («смерть», «труп»), латис. nâve («смерть»), гот. naus («мертвий»), а також з грец. ναΰς, лат. navis («корабель», пор. «нава в архітектурі»). Первісне значення відновлюють як «корабель мертвих» (згідно з праіндоєвропейськими уявленнями, мертві відпливають до потойбіччя на човнах).

## Цікаві факти
- Нава — стара назва німецького міста Лангенау.